# پاتریک پواور داروور
پاتریک پواور داروور (به فرانسوی: Patrick Poivre d'Arvor) روزنامه‌نگارونویسنده قرن بیستم میلادی اهل فرانسه است.

## زندگی شخصی
وی با ورونیک ازدواج کرد که با او سه دختر و یک پسر دارد. آنها طلاق گرفته اند. پسر آنها آرناود در مورد طلاق والدینش در مجله گالا ، در سال 2010 صحبت كرد. یك دختر ، سولن ، در سال 1995 ، در سن 19 سالگی ، در یك ایستگاه مترو پاریس خودكشی كرد. گرفتاری او نمادی از مشکلات شد بی اشتهایی و پرخوری عصبی، Poivre تبدیل شد به یک مبارز و نویسنده در مورد این مسئله در دسامبر 2004 ، برنادت شیراک ، همسر رئیس جمهور سابق ژاک شیراک ، که دخترش نیز از این اختلال رنج می برد ، یک مرکز درمانی در پاریس برای نوجوانان افتتاح کرد و آن را "میسون د سلن" نامگذاری کرد.
پویور با ارائه خبرنامه معمولی خود در عصر روز بعد از مرگ سولن ، باعث جنجال شد.
برای چندین سال در دهه 1990 شایعات زیادی شنید که پویور با کلر چزال ، همتای آخر هفته وی به عنوان مجری اخبار TF1 8 pm ارتباط برقرار کرده است. این زوج تا تأیید ماجرا تا اوت 2005 ، هنگامی كه پووور در " اعترافات " كتاب مصاحبه با روزنامه نگار "سرگ رافی"، امتناع كرد كه وی پدر پسر 10 ساله چزال ، فرانسوا بود. پویور گفت: "ما در زمان [فرانسوا] قرار داده بودیم که این داستان فاش شود."

## آثار منتشر شده
او کتابهای زیادی منتشر کرده است که دو کتاب آن به دخترش سولن اختصاص دارد.
- Les enfants de l'aube, 1982 J.-C. Lattès, شابک ‎۲−۷۰۹۶−۰۱۴۸−۶ adapted as a TV movie starring Cyril Descours
- Les Femmes de ma vie, 1988 France Loisirs
- L'homme d'image, 1992 Flammarion, شابک ‎۲−۰۸−۰۶۶۸۰۲−۱
- Lettres à l'absente 1993 Albin Michel
- Les loups et la bergerie, 1994 Albin Michel, شابک ‎۲−۲۲۶−۰۶۹۸۷−۹
- Elle n'était pas d'ici, 1995 Albin Michel, شابک ‎۲−۲۲۶−۰۷۸۴۶−۰
- Un Héros de passage, 1996 Albin Michel, شابک ‎۲−۲۲۶−۰۸۵۶۳−۷
- Une trahison amoureuse, 1997 Albin Michel, شابک ‎۲−۲۲۶−۰۹۳۵۶−۷
- Lettre ouverte aux violeurs de vie privee, 1997 Albin Michel, شابک ‎۲−۲۲۶−۰۹۲۰۴−۸
- La Fin du monde 1998 Albin Michel, شابک ‎۲−۲۲۶−۱۰۰۰۹−۱
- Petit Homme, 1999 Albin Michel, شابک ‎۲−۲۲۶−۱۰۶۵۸−۸
- L'Irrésolu, 2000 Albin Michel شابک ‎۲−۲۲۶−۱۱۶۷۰−۲, - Interallié Prize winner in 2001
- Les rats de garde (co-author Eric Zemmour) 2000 Stock, شابک ‎۲−۲۳۴−۰۵۲۱۷−۳
- Le Roman de Virginie, 2001 J'ai lu, شابک ‎۲−۲۷۷−۲۲۰۸۰−۹
- Un enfant, 2001 Albin Michel, شابک ‎۲−۲۲۶−۱۲۶۰۸−۲
- La Traversée du miroir, 2002 Balland, شابک ‎۲−۷۱۵۸−۱۴۱۶-X
- J'ai aimé une reine, 2003 Editions Fayard, شابک ‎۲−۲۱۳−۶۱۵۶۲−۴
- Courriers de nuit : La Légende de Mermoz et de Saint-Exupéry, (co-author Olivier Poivre d'Arvor), 2003 Place des Victoires, شابک ‎۲−۸۴۴۵۹−۰۴۵−۴
- La mort de Don Juan, 2004 Albin Michel, شابک ‎۲−۲۲۶−۱۵۴۰۰−۰
- Frères et soeur, 2004 Balland, شابک ‎۲−۷۱۵۸−۱۴۸۲−۸
- Les plus beaux poemes d'amour anthologie, 2004 Albin Michel, شابک ‎۲−۲۲۶−۰۷۹۹۶−۳
- Chasseurs de trésors et autres flibustiers (co-author Olivier Poivre d'Arvor), 2005 Place Des Victoires Eds, شابک ‎۲−۸۴۴۵۹−۱۱۰−۸
- Pirates et corsaires (co-author Olivier Poivre d'Arvor), 2005 Place Des Victoires Eds, شابک ‎۲−۸۴۴۵۹−۰۷۵−۶
- Coureurs des mers, (co-author Olivier Poivre d'Arvor), 2005 Place Des Victoires Eds, شابک ‎۲−۸۴۴۵۹−۰۵۸−۶
- Disparaître (co-author Olivier Poivre d'Arvor), 2006 Gallimard, شابک ‎۲−۰۷−۰۷۷۹۶۶−۱
- Rêveurs des Mers, (co-author Olivier Poivre d'Arvor), 2007 Place des Victoires Eds, شابک ‎۹۷۸−۲−۲۵۳−۱۱۵۴۵−۸
- Age d'or du voyage en train 2006 Editions du Chene-Hachette-Livre. English translation 2007 "First Class-Legendary Train Journeys Around the World" The Vendome Press  شابک ‎۹۷۸۰۸۶۵۶۵۱۸۸۳

## فیلمبرداری
- 1998 : Que la lumière soit, directed by Arthur Joffé

## وب سایت رسمی
- Official Website بایگانی‌شده  در ۴ اوت ۲۰۲۰ توسط Wayback Machine